# Sonic Runners
Sonic Runners — нескінченний раннер 2015 року у франшизі про їжака Соніка для Android та iOS. Вона була розроблена командою Sonic Team як перша гра про Соніка, ексклюзивна для смартфонів, і видана компанією Sega. У Sonic Runners персонаж-гравець постійно біжить вперед, а гравці керують його стрибками з перспективи сайд-скроллінгу за допомогою сенсорного екрану. Гра була умовно-безкоштовною, у ній можна було грати за різноманітних персонажів із серії Sonic, і вона періодично оновлювалася.
Розробка почалася наприкінці 2013 та тривала півтора року. Команда Sonic Team прагнула скористатися перевагами використання смартфонів і створила гру за допомогою ігрового рушія Unity. Вони розробили Sonic Runners так, щоби вона мала більшу реіграбельність, ніж інші нескінченні раннери. У лютому 2015 року гру було презентовано в окремих регіонах, а в червні наступного року вона вийшла у світ у широкому доступі. Вона зазнала комерційного провалу і отримала змішані відгуки; хоча критики хвалили її геймплей, вони критикували спливаючу рекламу, елементи платної гри та технічні проблеми. Sega припинила випуск гри в липні 2016 року. Gameloft випустила заміну, Sonic Runners Adventure, у 2017 році. Гра вийшла через кілька днів після 24-ї річниці франшизи.

## Геймплей
Sonic Runners — це була умовно-безкоштовна відеогра з сайд-скроллінгом, в якій головний герой постійно біг уперед. Щоб уникнути перешкод і перемогти ворогів, персонаж стрибав, коли гравець торкався сенсорного екрану. У грі було представлено широкий спектр ігрових персонажів з франшизи «Сонік» з унікальними здібностями, таких як їжак Сонік, Майлз «Тейлз» Прауер та єхидна Наклз. Гравець починав як Сонік і розблоковував більше персонажів у міру проходження. Sonic Runners отримували періодичні оновлення, які часто включали нових персонажів. Наприклад, класичний Сонік від Sonic Generations був доданий 26 червня 2015 року, щоб відсвяткувати 24-ту річницю оригінального Sonic the Hedgehog.
Мета полягала в тому, щоб набрати якомога більше очків, пробігши якомога довше. Під час бігу гравець пробігав вертикальні петлі, стрибав у гарматах, на трамплінах і платформах. Гравець збирав бонуси, такі як непереможність, Фрагменти, кільця та кристали. Фрагменти надавали гравцеві тимчасову силу, кільця захищали від ударів ворогів або перешкод, а кристали збільшували його очки. Коли гравець проходив контрольну точку, персні зараховувалися в банк і додавалися до загального рахунку. Час від часу гравець вступав у сутички з босами та доктором Еггманом, який кидав предмети, щоб зупинити їх. Після перемоги над Еггманом складність гри зростала. Гра закінчувалася, коли гравець залишався без кілець або падав у прірву. Підвищуючи рівень, гравець міг покращити свої показники під час забігу. Він також міг екіпірувати компаньйона, який допомагав би йому, збільшуючи показники статистики, наприклад, Чао.
Сюжет мав епізодичний формат і слугував насамперед як навчальний посібник, що надавав інформацію про те, як грати в гру. Гравці проходили основний сюжетний режим гри, збираючи достатню кількість балів для просування по карті світу. Кожен розділ або давав нагороду, наприклад, бонусні кільця, або розблоковував спеціальні місії, наприклад, бої з босами. Історія розповідалася через текстові кат-сцени, хоча гравці могли їх пропускати. У Sonic Runners було два типи ігрової валюти: Червоні кільця та звичайні кільця. Червоні кільця використовувалися для продовження гри після смерті, і їх можна було або заробити, або отримати шляхом мобільних покупок. За персні можна було купувати одноразові предмети або посилення для бігу, або підвищувати ефективність певних предметів. Щодня, коли гравці входили в систему, вони могли обертати колесо рулетки, щоб заробити призи, такі як компаньйони. Потрапляння на місця, позначені як «великий» або «супер», підвищувало рівень колеса, і на ньому з'являлися кращі призи. Гравці також могли купити обертання.

## Розробка
Багаторічний розробник серії Sonic, компанія Sonic Team, створила гру Sonic Runners для Android та iOS. Гра стала першою грою Sonic Team у серії Sonic, ексклюзивною для смартфонів. Розробка почалася наприкінці 2013 року командою з десяти осіб, яка розширювалася в міру створення гри. Вона розроблялася протягом півтора року з використанням ігрового рушія Unity. Продюсером виступив ветеран серії Такаші Іїдзука, який розробив і зрежисирував попередні ігри про Соніка.
Runners була задумана після виходу гри Sonic the Hedgehog 4: Episode II (2012). Sonic 4 була розроблена для ігрових приставок, і команда Sonic Team хотіла скористатися унікальними можливостями смартфонів, які вони надають. Розробники були зацікавлені в регулярному додаванні контенту, щоб підтримувати інтерес користувачів. Sonic Runners була розроблена так, щоб її було легко опанувати і щоб вона нагадувала ігри Sonic для Sega Genesis, з акцентом на екшн та стрибки. Вона також мала бути цікавою для повторного проходження — з сюжетним режимом, місіями, альтернативними шляхами та бонусами, чого, на думку команди Sonic Team, бракувало більшості нескінченних раннерів. Спочатку Чао був єдиним персонажем, який допомагав гравцеві, але Sonic Team вирішила додати таких персонажів, як Чіп з Sonic Unleashed, бо хотіла здивувати гравців. Однією з найбільших проблем, з якою зіткнулася команда Sonic Team під час розробки, було забезпечення однакової графічної якості на всіх платформах.
Ветеран серії Sonic, звукорежисер Томоя Отані створив саундтрек до Sonic Runners, який складається з тем з минулих ігор, а також включає в себе новий контент. Отані створив музику, використовуючи ті ж методи, що й для попередніх ігор серії Sonic. Він використовував барабани, бас-гітару, гітару та фортепіано, а музику створював, «зосередившись на створенні запам'ятовуючого звучання бенду». Отані каже, що писати саундтрек було весело, бо це нагадувало йому його першу роботу в гуртах. Двотомний саундтрек, Sonic Runners Original Soundtrack, вийшов у цифровому форматі через iTunes. Перший том вийшов 24 червня 2015 року, а другий — 25 грудня 2015 року.

## Реліз
Про існування Sonic Runners стало відомо в липні 2014 року, коли видавець Sega зареєстрував доменне ім'я sonicrunners.com. Іїдзука підтвердив, що гра існує, на токійській конвенції Joypolis 28 грудня 2014 року і оголосив, що вона вийде у 2015 році. На початку лютого 2015 року з'явився тизер-трейлер та інші подробиці. Sega запустила Sonic Runners у Канаді та Японії 26 лютого 2015 року з метою тестування, а 25 червня 2015 року випустила фінальну версію в усьому світі.

## Відгуки
| Агрегатор  | Оцінка |
| ---------- | ------ |
| Metacritic | 51/100 |

| Видання     | Оцінка |
| ----------- | ------ |
| Destructoid | 6/10   |
| TouchArcade | [ 1 ]  |

Коли Sonic Runners було анонсовано, Nintendo Life висловив невдоволення тим, що гра не вийде на Wii U. Destructoid висловив думку, що хоча «важко уявити, щоб фанати Соніка були в захваті від раннерів», її майбутнє пророкували добре після критичного огляду Sonic Boom: Rise of Lyric та Sonic Boom: Shattered Crystal. Рецензуючи дочасну версію, видання Hardcore Gamer вважало її найкращою грою про Соніка за останні роки. Хоча вони критикували гру за надмірну кількість спливаючої реклами, вони вважали, що вона була цілеспрямованою, захоплюючою і виправляла багато проблем, присутніх у попередніх іграх, і описали її як «все, чим повинен бути Sonic». TouchArcade похвалили геймплей і презентацію, але розкритикували онлайн-функції і написали, що «легко бачать, як гра може зійти з рейок».
Фінальна версія отримала «змішані або середні відгуки», згідно з агрегатором рецензій Metacritic. Загалом, рецензенти вважали, що основний ігровий процес був приємним. TouchArcade вважав її кращою за Sonic Dash і похвалив фан-сервіс та контент. Destructoid і Джим Стерлінг вважали, що гра була добре продумана; Destructoid сказав, що вона має глибину і вдалася і як платформер, і як гра про Соніка, а Стерлінг написав, що з точки зору геймплею вона була кращою за більшість нескінченних раннерів. Однак кількість реклами в грі та елементи платної гри були піддані серйозній критиці. Стерлінг вважав, що вони були нав'язливими і робили гру надмірно складною, а Destructoid — «нерозумною» і «виснажливою». TouchArcade написали, що «будь-який трюк для монетизації безкоштовної гри, який ви можете собі уявити, є в Sonic Runners». Також критикували технічні проблеми, такі як вильоти та тривалий час завантаження.
Попри те, що її завантажили понад п'ять мільйонів разів, Sonic Runners виявилася комерційним провалом. У презентації, присвяченій найуспішнішим іграм Sega, Sonic Runners було названо «грою, що не приносить прибутку», оскільки вона заробляла лише 30-50 мільйонів єн на місяць. Nintendo Life написала, що її провал є доказом того, що впізнаваність бренду не гарантує успіху. Вони також писали, що цей провал може стати застереженням для таких компаній, як Nintendo, щоб не маскувати проблеми гри за допомогою впізнаваного бренду.

## Закриття та наслідки
У травні 2016 року Sega оголосила про припинення випуску Sonic Runners. Продаж червоних кілець закінчився 27 травня 2016 року, а сервери були вимкнені 27 липня 2016 року. Через те, що гра вимагала постійного підключення до мережі, в неї неможливо було грати. За допомогою реінжинірингу група фанатів змогла створити власний клієнт і сервер гри, зробивши її знову доступною для гри. У квітні 2017 року Gameloft опублікувала веб-сторінку поширених запитань, на якій вказала, що продовження Sonic Runners перебуває в розробці. У червні 2017 року Gameloft випустила продовження, Sonic Runners Adventure, для Android у Росії та Великій Британії, а в грудні 2017 року — у всьому світі для Android та iOS. На відміну від оригіналу, Sonic Runners Adventure продається за фіксованою ціною.

## Читайте також
- Super Mario Run

## Примітка
1. ↑  Японська: ソニック・ランナーズ Хепберна: Sonikku Rannāzu?